# Brian Herbert
Brian Patrick Herbert (Seattle, Washington, 29 de junio de 1947) es un escritor de ciencia ficción, hijo del famoso escritor Frank Herbert, el cual fue autor de la saga original de Dune.

## Obra
Aunque Brian Herbert ha escrito varias novelas originales en los últimos años, ha destacado por escribir junto con Kevin J. Anderson varias novelas que explican los hechos precedentes del Universo de Dune, hecho por el cual ha sido tanto aplaudido como criticado, ya que su prosa ha sido considerada inferior a la de su padre. Tanto Brian Herbert como Kevin J. Anderson afirman que sus novelas parten de notas dejadas por Frank Herbert antes de su muerte. Entre los libros que han escrito, se encuentran:
- La trilogía Preludio a Dune, que trata los años anteriores a la saga original, y los acontecimientos que conducen a ella. Está compuesta por:

- Dune: La Casa Atreides (1999)
- Dune: La Casa Harkonnen (2000)
- Dune: La Casa Corrino (2001)

- La trilogía Leyendas de Dune, que se retrotrae diez mil años hasta la Yihad Butleriana, cuando los últimos restos libres de la Humanidad vencieron a las Máquinas Pensantes:

- Dune: La Yihad Butleriana (2002)
- Dune: La cruzada de las máquinas (2003)
- Dune: La batalla de Corrin (2004)

- El Camino a Dune (2005)

Además ha publicado, junto con Kevin J. Anderson, las dos novelas que concluyen la saga original de Dune, construidas a partir de notas dejadas por Frank Herbert en una caja de depósito que tuvo que ser abierta con taladro, y que fueron encontradas después de su muerte. Las novelas son:
- Cazadores de Dune (2006)
- Gusanos de arena de Dune (2007)

- La serie Héroes de Dune, que sirve de unión entre la trilogía Preludio a Dune y las novelas originales por Frank Herbert, donde explora la niñez y juventud de Paul Atreides :

- Paul de Dune (2008): Una parte se desarrolla entre Dune: La Casa Corrino y Dune la novela original, narrando sucesos de la infancia de Paul. Estos episodios se intercalan con otros entre Dune y El Mesías de Dune, mostrando los primeros años de Paul como emperador.
- Los Vientos de Dune (2009): se desarrolla entre El Mesías de Dune e Hijos de Dune.
- La Hermandad de Dune (anunciado)
- Leto de Dune (anunciado)